# Open Site
Open Site was een vrij toegankelijke internetencyclopedie, die tot 2012 heeft gefunctioneerd. Iedereen kon bijdragen door zich als redacteur aan te melden of door tekst in te zenden. De Open Encyclopedia Project, zoals het ook wel bekendstond, was gemaakt met een indeling gebaseerd op die van het Open Directory Project. De richtlijnen voor de Open Site kwamen met de richtlijnen voor de Wikipedia overeen. Open Site heeft in augustus 2004 ook een encyclopedie opgericht voor kinderen.

## Talen
Open Site bevatte encyclopedieën in veel talen, bijvoorbeeld:
- Nederlands
- Arabisch
- Chinese talen
- Duits
- Engels
- Frans
- Italiaans
- Japans
- Roemeens
- Spaans
- Turks